# Katedra św. Wigiliusza w Trydencie

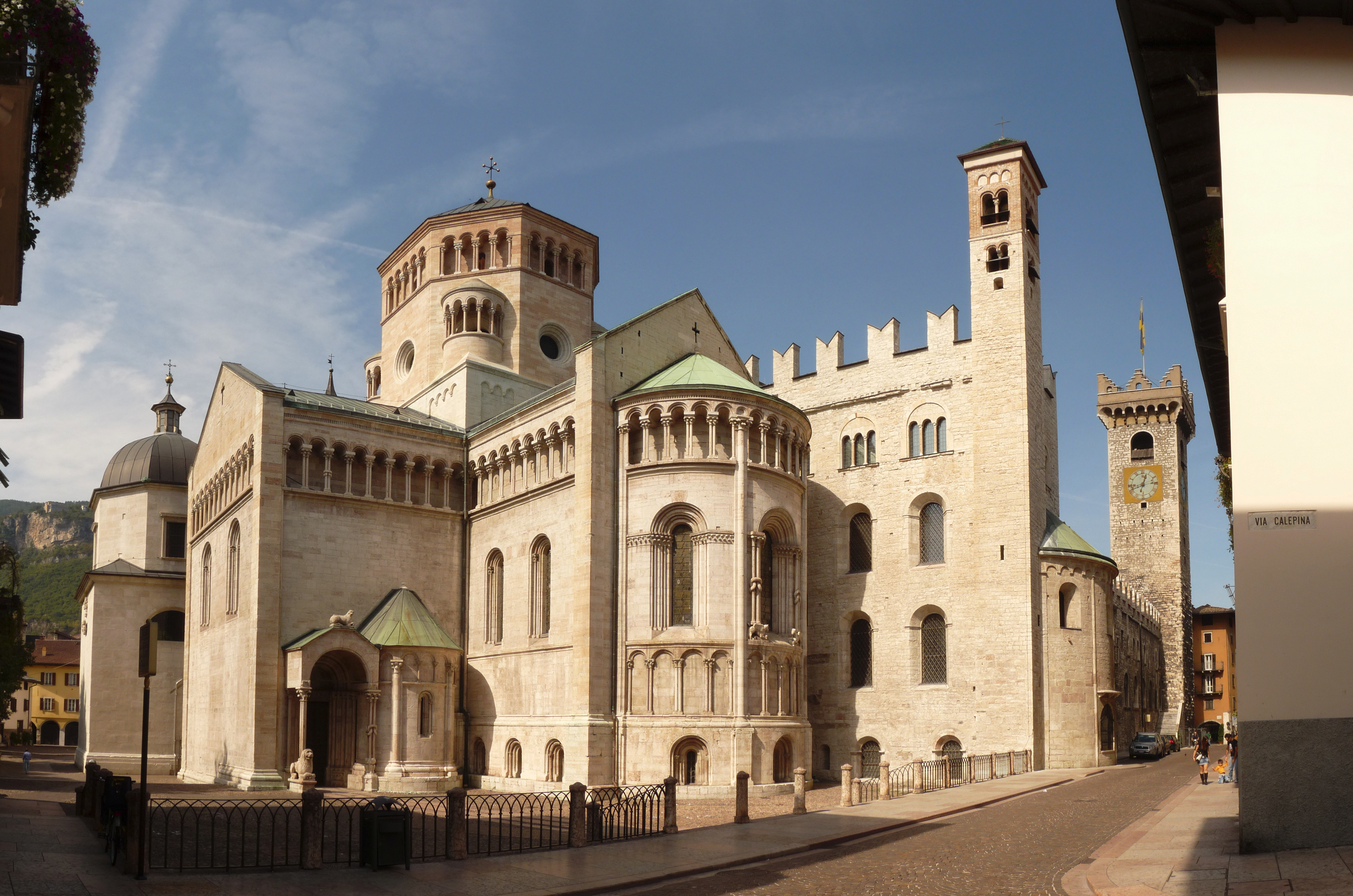
Widok z południowego wschodu

Katedra św. Wigiliusza (wł. Cattedrale di San Vigilio lub duomo di Trento, niem. Kathedrale San Vigilio lub Dom von Trient) – rzymskokatolicka świątynia znajdująca się we włoskim mieście Trydent. Siedziba archidiecezji Trydentu.

## Historia
Już w starożytności w Trydencie znajdowały się dwa kościoły. Na miejscu obecnej bazyliki Santa Maria Maggiore stała katedra i rezydencja biskupa, a poza murami miasta, przy drodze w stronę Werony, wzniesiono sanktuarium świętych Syzyniusza, Martyriusza i Aleksandra, których relikwie złożył tu biskup Wigiliusz. Po śmierci Wigiliusza ok. roku 400 jego szczątki również złożono w tym kościele. Kościół wielokrotnie przebudowywano, 18 listopada 1145 konsekrował go biskup Altemanno w obecności patriarchy Akwilei Pilgrima II. 
W 1212 roku bp Federico Vanga podjął decyzję o zastąpieniu starożytnej bazyliki nową katedrą. Prace powierzył Adamowi d’Arognowi, budowa trwała do przełomu XV i XVI wieku. 4 grudnia 1563 w świątyni uroczyście zakończono obrady soboru trydenckiego. W latach 1682–1687 dobudowano barokową kaplicę Albertiego, między 1703 a 1717 wzniesiono hełm wieży, a w latach 1739–1743 przebudowano prezbiterium i transept oraz rozebrano kryptę. W latach 1817–1845 wymieniono dach. 
W 1859 rozpoczęto renowację katedry, dofinansowaną przez cesarza Franciszka Józefa I. Prace powierzono Augustowi Essenweinowi, planowano generalną przebudowę katedry polegającą m.in. na usunięciu barokowych fresków i rozbiórce kopuły, lecz ostatecznie wykonano jedynie nowe drzwi i okno fasady. Z powodu złego stanu technicznego świątyni w 1882 rozpoczęto kolejny remont nadzorowany przez Enrica Nordia, podczas którego całkowicie przebudowano sklepienia oraz wzniesiono nową kopułę. W latach 1893–1899 wymieniono posadzkę i dachy naw bocznych. Do roku 1910 odrestaurowano elewacje i freski. 18 marca 1913 papież Pius X wyniósł katedrę do godności bazyliki mniejszej. Podczas I wojny światowej miedziany dach rozebrano na cele wojenne i zastąpiono żelaznym.  
2 kwietnia 1945 bomba zniszczyła część sklepienia oraz uszkodziła dzwonnicę, świątynię zabezpieczono do roku 1948, a w 1950 rozpoczęto restaurację, trwającą do roku 1966. Kolejne prace konserwatorskie prowadzono etapami w latach 1973–2008 oraz w 2011, 2014 i 2015 roku. 

## Architektura

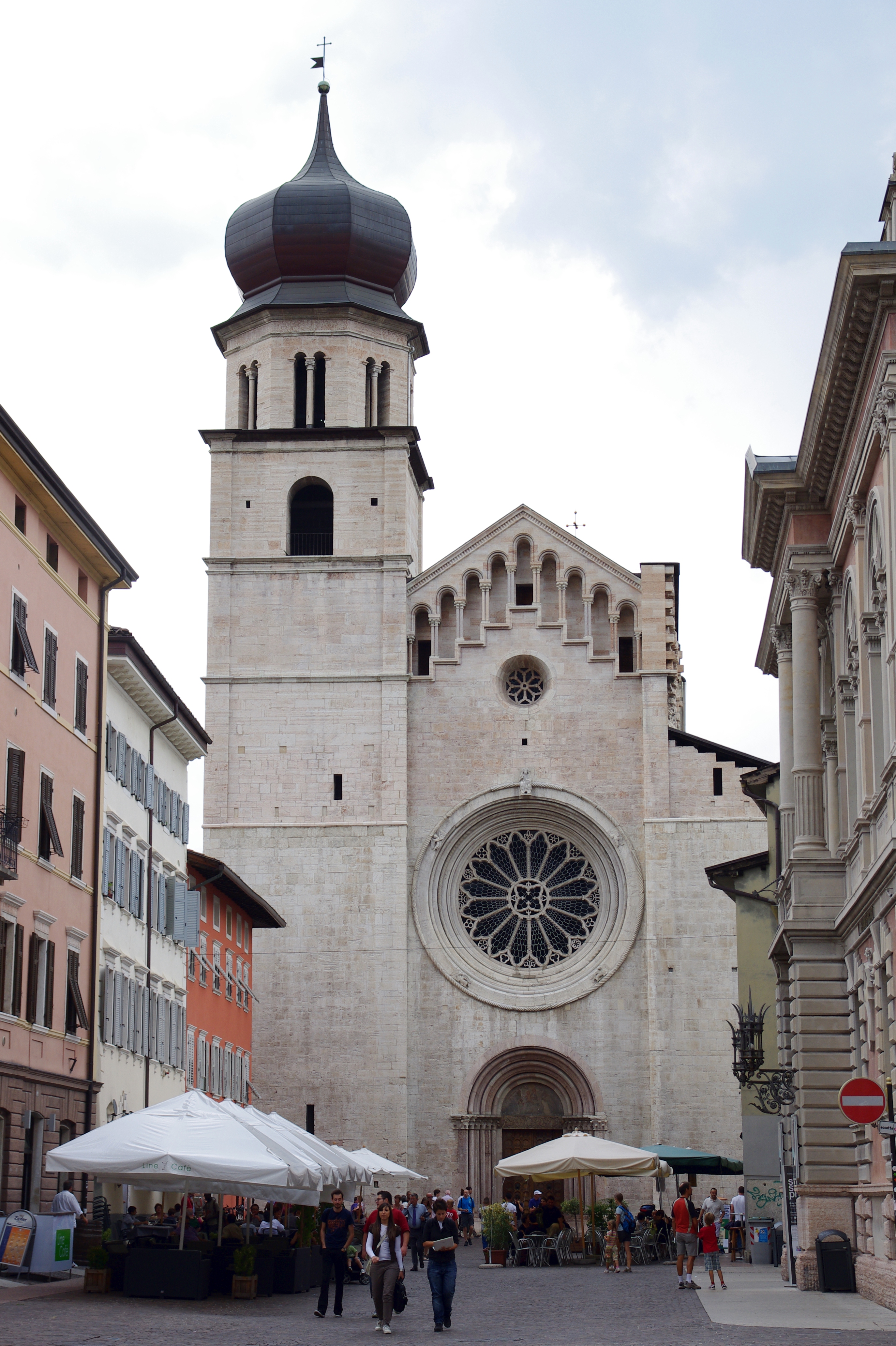
Fasada

Trójnawową bazylikę wzniesiono na planie krzyża łacińskiego w stylu późnoromańskim. Jest długa na 72 m i szeroka na 24 m, nawa główna ma szerokość 12 m. Wysokość nawy głównej wynosi 26 m, a naw bocznych – 19 m.
Północne ramię transeptu doświetla dwunastodzielna rozeta z centralnie umieszczoną postacią Fortuny. Do ściany nawy bocznej dostawiono portyk zadaszający tzw. drzwi biskupie (wł. Porta del vescovo). Dwie z kolumn ustawiono na figurach lwów. Fronton zdobi rzeźba św. Wigiliusza, a w tympanonie portalu ustawiono rzeźbę Chrystusa Pantokratora otoczoną atrybutami ewangelistów. Elewację nawy bocznej dekorują lizeny, wieńczy ją loggia z rzędem kolumn. W północnym oknie dzwonnicy kapitele kolumn zdobią płaskorzeźby głów przypisywane Egidiowi da Campionemu.
Fasadę pierwotnie planowano jako dwuwieżową, lecz południowa wieża nie została wybudowana z powodów technicznych. Wieża północna przykryta jest barokowym hełmem cebulastym. Tympanon portalu głównego zdobi fresk przedstawiający Matkę Bożą, św. Wigiliusza i innego, nieustalonego świętego. Szesnastodzielną rozetę dekorują rzeźby Chrystusa Pantokratora i atrybuty ewangelistów, również przypisywane da Campionemu. Okrągłe okno i loggia na szczycie fasady powstały w XIX wieku.
Południowa elewacja ozdobiona jest lizenami dźwigającymi fryz arkadowy. Konsole łuków opracowano w formie protom, czyli głów zwierząt. Poniżej fryzu widnieje XIV-wieczny herb rodziny Castelbarców. Do elewacji dostawiono barokową kaplicę Albertiego zwieńczoną kopułą. Pomiędzy kaplicą a transeptem znajduje się romański portal boczny. Do ramienia transeptu od wschodu dostawiona niewielka absyda i portyk portalu, którego kolumny stoją na rzeźbach lwów z czasów biskupa Egna z Eppanu/Appiano.
Absyda prezbiterium jest bogato zdobiona kolumnami i półkolumnami. Na jej elewacji widnieją epigrafy archidiakona Bonifacia di Castelbarca i budowniczego Adama D’Arogna. Na północ od absydy ustawiono budynek Palazzo Pretorio.

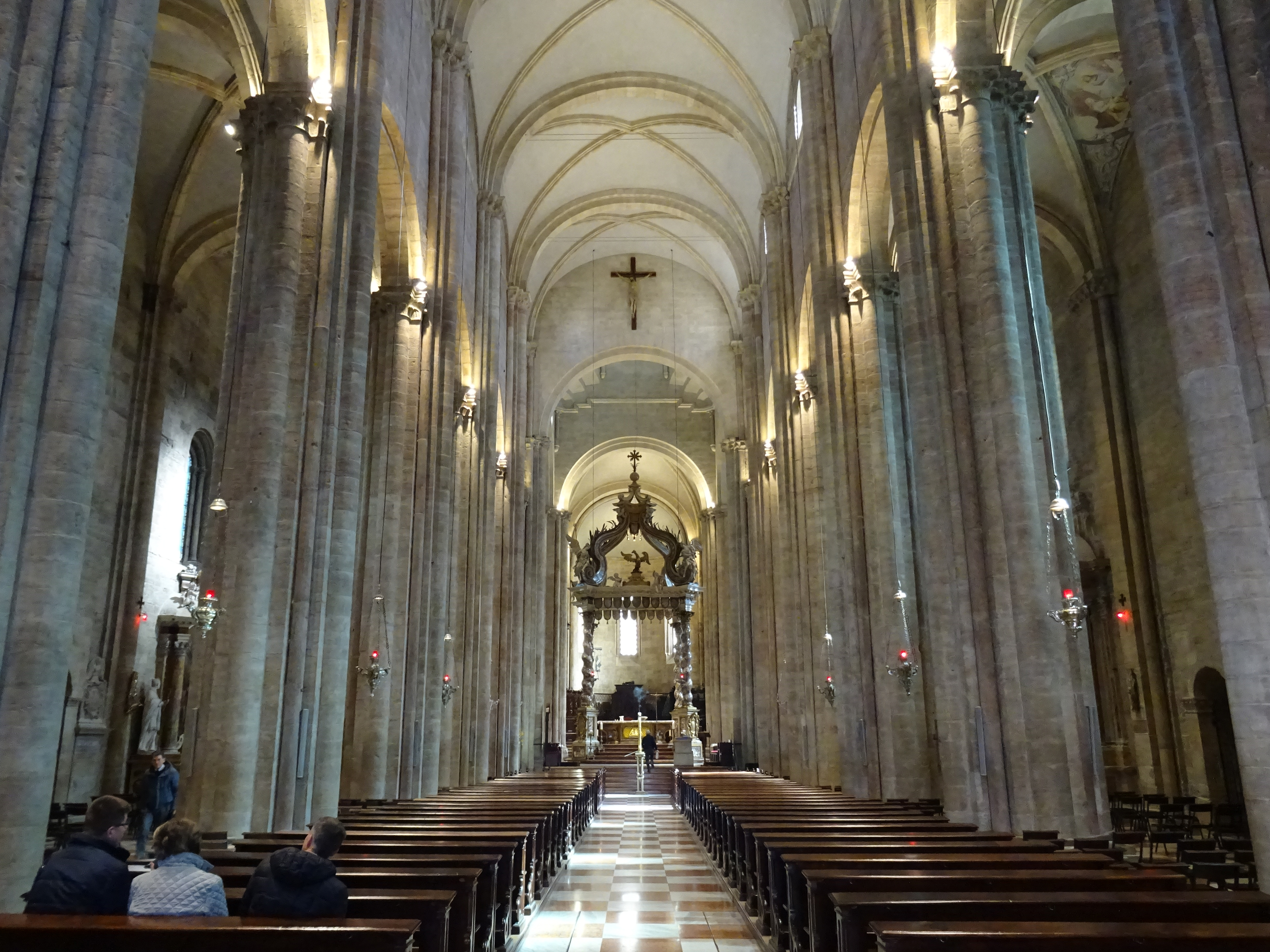
Wnętrze

## Wnętrze
W skrzyżowaniu naw, nad miejscem pochówku św. Wigiliusza i nad ołtarzem, ustawiono baldachim autorstwa Domenica i Antonia Sartoriego z Castione. Dekorację rzeźbiarską baldachimu wykonał Francesco Oradini. Za ołtarzem znajdują się stalle udekorowane płaskorzeźbami aniołów. Nad drzwiami do zakrystii zawieszono kopię obrazu z rzymskiej bazyliki Santa Maria del Popolo. Absydę południowego ramienia transeptu zdobią dwa reliefy ze scenami męczeństwa św. Szczepana. W ołtarzu transeptu przechowywane są relikwie śś. Syzyniusza, Martyriusza i Aleksandra. Ściany zdobią trzynasto- i czternastowieczne freski z wizerunkami m.in. Matki Bożej czy św. Krzysztofa. Znajdują się tu również nagrobki Roberta Sanseverina d’Aragony, Ludovica Lodrona czy bpa Udalrica Lichtensteina.
Kaplica Albertiego powstała w roku 1682 wg projektu Giuseppego Albertiego, poświęcona jest Świętemu Krzyżowi. Ufundował ją biskup Francesco Alberti Poja. Ołtarz kaplicy, z krucyfiksem i figurami Matki Bożej i św. Jana, wykonał Cristoforo Benedetti z Castione. W górnym polu ołtarza zainstalowano rzeźbę Francesca Barbacoviego przedstawiającą drzewo życia. Kaplicę zdobią również obrazy Johanna Karla Lotha czy rzeźby śś. Marii Magdaleny i Weroniki przeniesione z ołtarza głównego.
W nawie bocznej ustawiono ołtarze św. Anny i Matki Bożej Bolesnej. W pierwszym przęśle nawy głównej, wysoko pod sklepieniem, wzniesiono emporę, która nie jest użytkowana jako chór muzyczny, lecz pełni funkcję konstrukcyjną. Pod ścianą fasady znajduje się nagrobek prawnika Calepina Calepiniego, zmarłego w 1495 roku. Pod emporą ustawiono XVI-wieczne nagrobki Pietra Andrei Mattiolego i Leonarda Nogarolego. W nawie północnej stoi barokowy ołtarz, prawdopodobnie przeniesiony tu z kościoła św. Wawrzyńca. Ustawiono w nim rzeźbę św. Antoniego z Dzieciątkiem autorstwa Domenica Udinego Naniego z 1824. W nawie znajdują się kolejne trzy nagrobki: lekarza Giulia Alessandriniego (zm. 1590), prepozyta Liduina Piccolominiego (zm. 1680) i archidiakona Girolama Roccabruna (zm. 1599). Kolejny ołtarz boczny poświęcony jest św. Rupertowi z Salzburga. Obraz wykonał Nicolò Dorigati, flankują go figury śś. Karola i Ferdynanda autorstwa Cristofora Benedettiego. Do jednego z filarów przymocowana jest renesansowa kropielnica z 1515 roku. W ostatnim przęśle pochowano kardynała Bernharda von Clesa.
Północne ramię transeptu służy jako baptysterium, pośrodku ustawiono chrzcielnicę autorstwa Francesca Oradiniego. Freski przedstawiają legendę o św. Julianie, ścięcie św. Jana Chrzciciela, Madonnę z Dzieciątkiem, Trójcę Świętą, zaślubiny św. Katarzyny, objawienie Zmartwychwstałego Chrystusa Marii Magdalenie, Boże Narodzenie i Zaśnięcie Matki Bożej. W zachodniej części ustawiono figurę Madonny degli Annegati, przeniesioną z zewnętrznej niszy przy drzwiach biskupich, u jej stóp znajduje się relikwiarz bł. bpa Jana Nepomucena de Tschiderera. Absydę transeptu zdobią reliefy ze scenami męczeństwa św. Jana Apostoła oraz fresk przedstawiający Chrystusa Ukrzyżowanego i śś. Marię Magdalenę, Jana Apostoła i Helenę. 
W zakrystii ustawiono drewniane szafy z połowy XVIII wieku, służące do przechowywania relikwii. Zdobią je herby 17 kanoników-fundatorów. Ściany zakrystii dekorują XIV-wieczne malowidła.

## Krypta

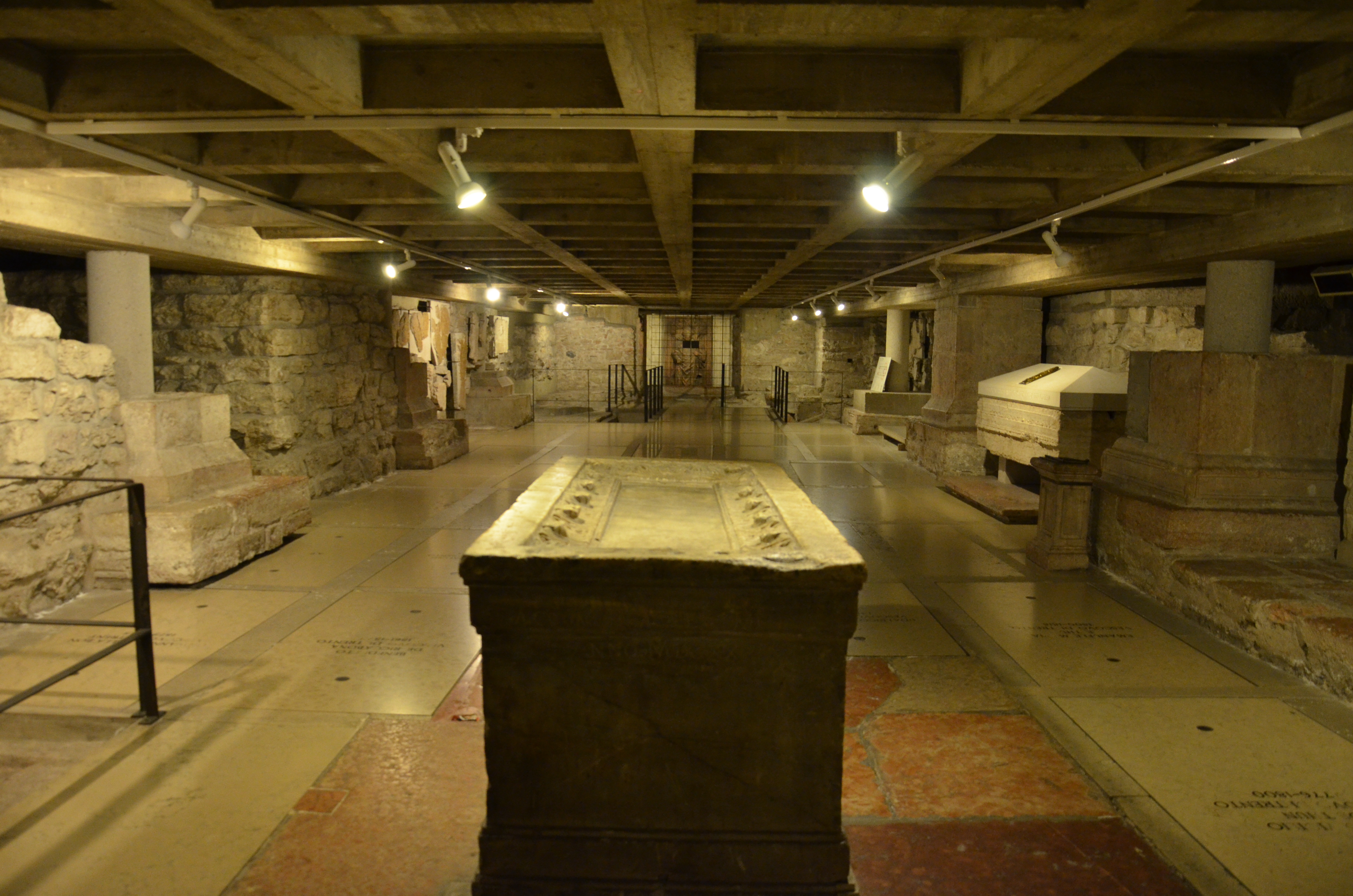
Krypta

Krypta powstała podczas prac archeologicznych z lat 1964–1977, które odsłoniły pozostałości wczesnochrześcijańskiej bazyliki. Wejście znajduje się w narożniku północnego transeptu i prowadzi schodami krypty rozebranej w 1739 roku. Podczas wykopalisk odsłonięto m.in. mury świątyni w stanie z IV, VI i XI wieku. Znajduje się również nagrobek biskupa Ulricha von Frundsberga, zmarłego w 1493, czy szczątki współczesnych biskupów, m.in. Giovanniego Marii Sartoriego (zm. 1998) i Alessandra Marii Gottardiego (zm. 2001).

## Dzwony
Na wieży katedry zawieszonych jest osiem dzwonów, dziewiąty wisi na wieży św. Remediusza (wł. San Romedio) pałacu Pretorio. Sześć z nich odlano w 1920 roku w miejscowej odlewni Colbacchinich.
Dane dzwonów:
| Waga    | Średnica | Ton  | Lokalizacja       |
| ------- | -------- | ---- | ----------------- |
| 130 kg  | 59 cm    | f"   | Palazzo Pretorio  |
| 350 kg  | 88 cm    | es'  | Dzwonnica katedry |
| 480 kg  | 94 cm    | g'   | Dzwonnica katedry |
| 687 kg  | 106 cm   | f'   | Dzwonnica katedry |
| 979 kg  | 117 cm   | es'  | Dzwonnica katedry |
| 1318 kg | 132 cm   | des' | Dzwonnica katedry |
| 1529 kg | 143 cm   | c'   | Dzwonnica katedry |
| 2359 kg | 159 cm   | b0   | Dzwonnica katedry |
| 3330 kg | 180 cm   | as0  | Dzwonnica katedry |